# Camarles

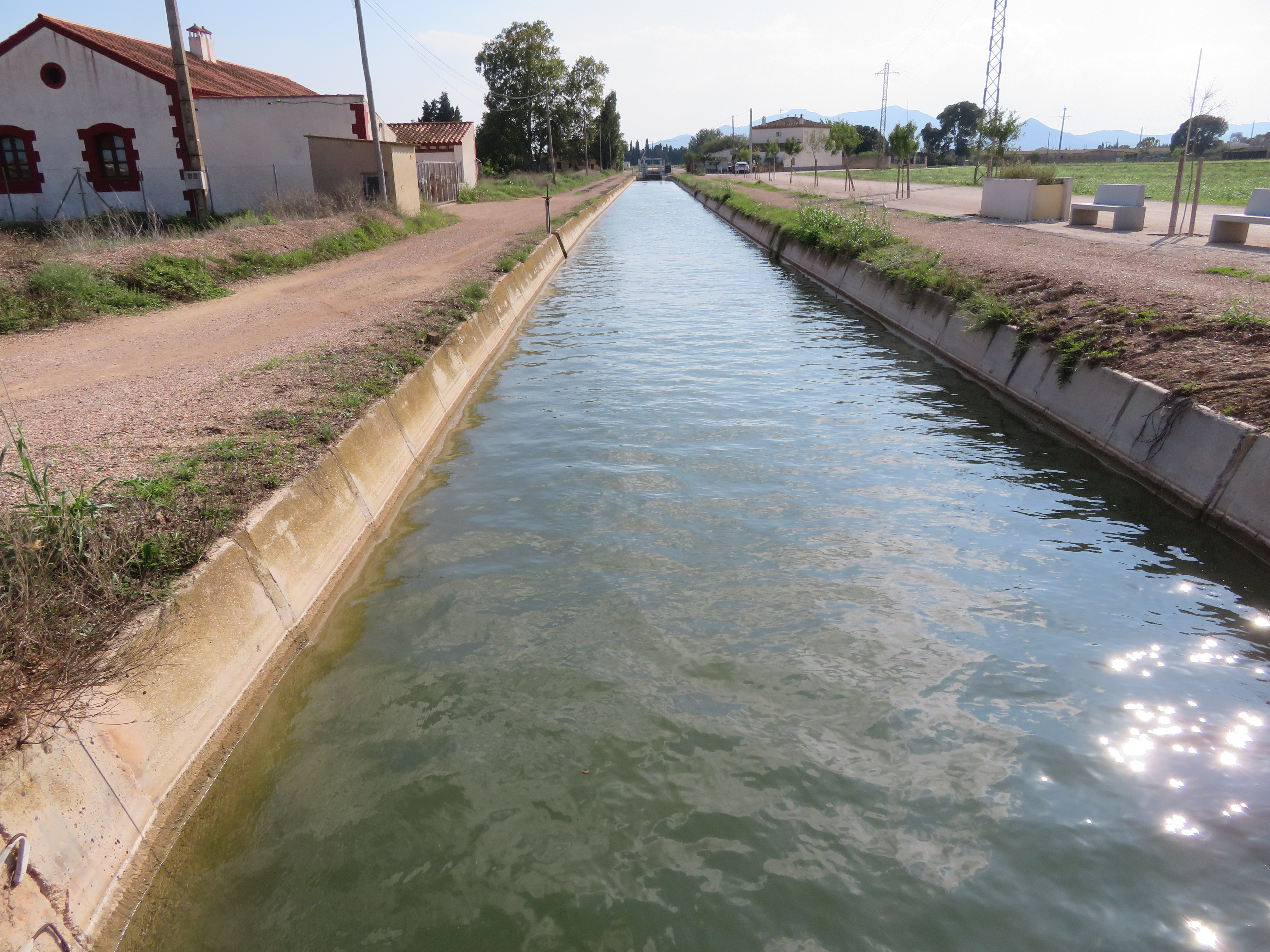
Canal Nou de Camarles, Delta del Ebro

Camarles es un municipio de la comarca del Bajo Ebro, en la provincia de Tarragona, comunidad autónoma de Cataluña, España.

## Geografía
Integrado en la comarca de Bajo Ebro, se sitúa a 70 kilómetros de Tarragona. El término municipal está atravesado por la Autopista del Mediterráneo (AP-7) y por la carretera nacional N-340, entre los pK 1090 y 1093, además de por la carretera provincial T-340, que conecta con Deltebre. 
El municipio de Camarles, de 25,16 km cuadrados, fue creado en el 1978 por la segregación del término del municipio de Tortosa. Sus límites municipales son al NE el barraco de Fullola, o de Camarles (frontera con el término de La Ampolla); al SE, la Acequia Sanitaria (con Deltebre); al SW, el barranco de Mas Roig (con el término de La Aldea), y al NW, la carretera vieja de Tortosa a Perelló (con el término de Tortosa). Además de Camarles, están los dos núcleos de Lligallo, formados por el Lligallo del Roig y por el Lligallo del Gànguil.
| Noroeste: Tortosa  | Norte: La Ampolla | Noreste: La Ampolla |
| Oeste: La Aldea    |                   | Este: Deltebre      |
| Suroeste: La Aldea | Sur: Deltebre     | Sureste: Deltebre   |

El relieve del municipio está definido por el extremo noroccidental del delta del Ebro (separado de la costa por una franja de territorio de La Ampolla), y por el sector montañoso cercano a la sierra de Boix. La parte de delta que corresponde al nuevo término de Camarles (unas 931 ha) representa el 37% de la totalidad, y es atravesado por los canales derivados del canal del Esquerra del Ebro. El pueblo de Camarles es emplazado en el punto de contacto de los dos paisajes y se alza a 10 metros sobre el nivel del mar. La altitud oscila entre los 218 metros en el extremo noroccidental y los 2 metros a orillas de la acequia sanitaria. 

## Historia
El municipio se formó en 1978 al segregarse de Tortosa.
En el término municipal se han encontrado restos arqueológicos, desde los iberos y los romanos, pasando por los musulmanes. De la época hay restos de un poblado ibérico, en el cual se han encontrado más de 50 linternas de tierra cocida con la representación de la diosa femenina Tanit.
A la época medieval los únicos residentes eran los defensores de las torres de Camarles y La Granadella, edificios que han sido restaurados. El castillo o torre de Camarles es circular, de piedra, erigido sobre una antigua alquería islámica. La de La Granadella es cuadrada. En 1150 Ramón Berenguer IV hizo donación del castillo de Camarles a Guillem de Sunyer , y del de Granadella al obispo Gausfredo de Aviñón (1151-1165).
El año 1322 se vuelve a mencionar, cuando el rey Jaime II de Aragón otorgó el lugar a Pedro Ramón, de Mataró.

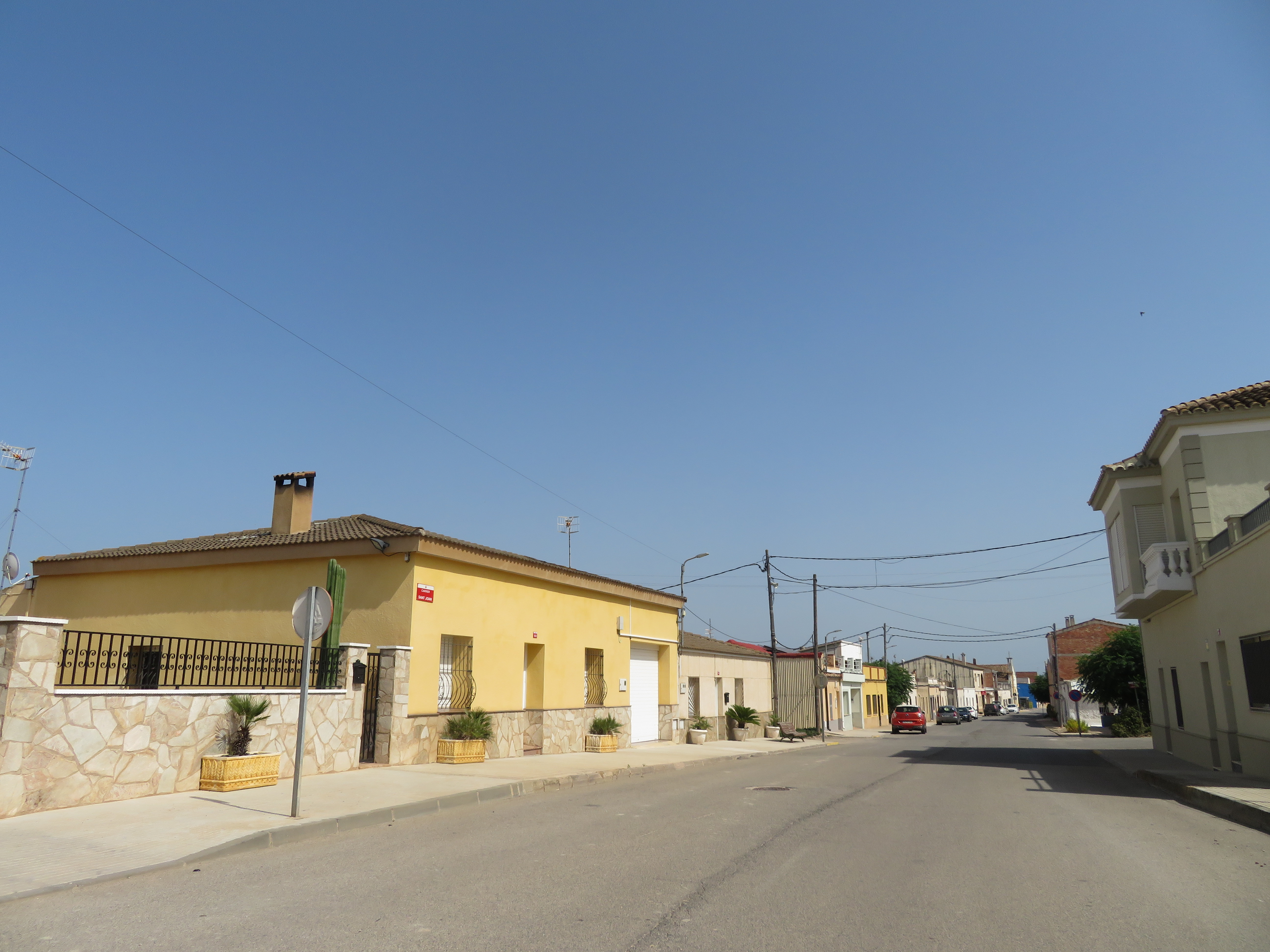
El Lligallo del Gànguil, Camarles.

## Demografía
Cuenta con una población de 3392 habitantes (INE 2024).

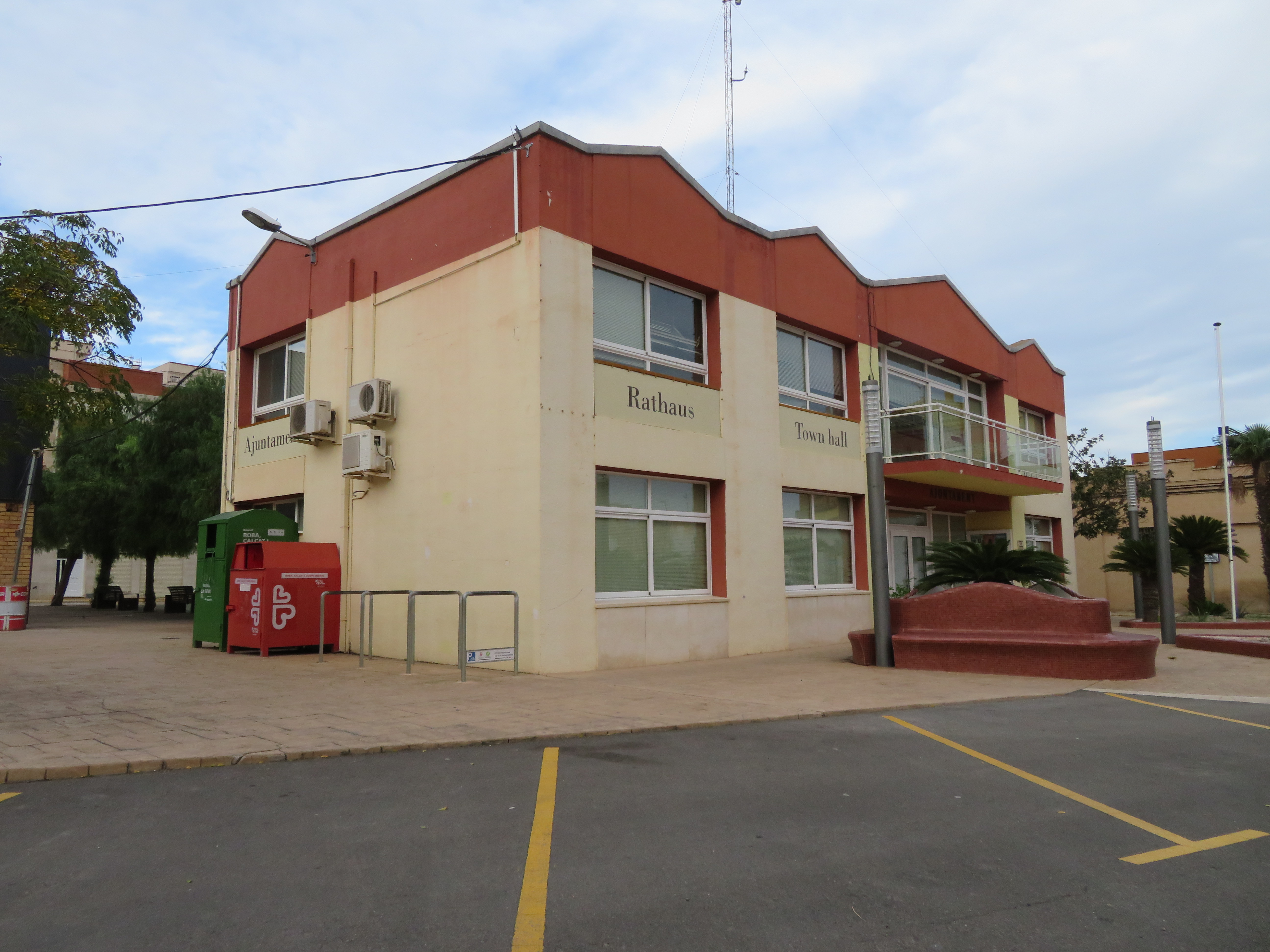
Ayuntamiento de Camarles

| Gráfica de evolución demográfica de Camarles entre 1981 y 2021 |
| |
| Población de derecho según los censos de población del INE Población de hecho según los censos de población del INEEntre el censo de 1981 y el anterior, aparece este municipio porque se segrega del municipio 43155 (Tortosa) |

## Economía
La principal actividad económica de Camarles es la agricultura, destacando el cultivo de arroz. También están presentes los algarrobos, olivos y almendros. Desde 1956, el pueblo cuenta con una cooperativa arrocera.

## Carreteras y ferrocarril
En cuanto a las comunicaciones, atraviesa el término paralelamente al límite SE y marcando aproximadamente la división en tierras de secano y de regadío la línea del ferrocarril de Barcelona - Sagunto y Valencia (con apeadero en Camarles, dicho apeadero de la Granadella-Camarles), inaugurado el 1868. Las carreteras:
- la autopista AP-7 y la carretera N-340, de Barcelona en Valencia; 
- vías locales desde Camarles, se comunica por carreteras locales con Deltebre, La Ampolla y La Aldea.
La población dispone de una estación de ferrocarril. Estación de Camarles-Deltebre es un apeadero ferroviario, dispone de servicios de Media Distancia operados por Renfe. 
Desde el 31 de diciembre de 2004 Renfe Operadora explota la línea mientras que Adif es la titular de las instalaciones ferroviarias.
Aunque la estación se encuentra en el tramo Amposta-Tarragona de la línea que pretendía unir Valencia con Tarragona abierto el 12 de marzo de 1865 por parte de la Sociedad de los Ferrocarriles de Almansa a Valencia y Tarragona o AVT, no se dispuso de ninguna parada en Camarles. Esto cambió en 1922 cuando Norte que años antes había adquirido AVT puso en funcionamiento la correspondiente estación que inicialmente se denominó La Granadella-Camarles.
En 1941, tras la nacionalización del ferrocarril en España la misma pasó a ser gestionada por la recién creada RENFE. En 1995 con la apertura de la variante del Ebro fue desplazada ligeramente hacia el norte y convertida en apeadero.

## Cultura

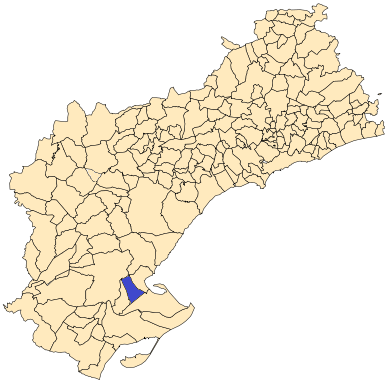
Situación de Camarles en la provincia de Tarragona

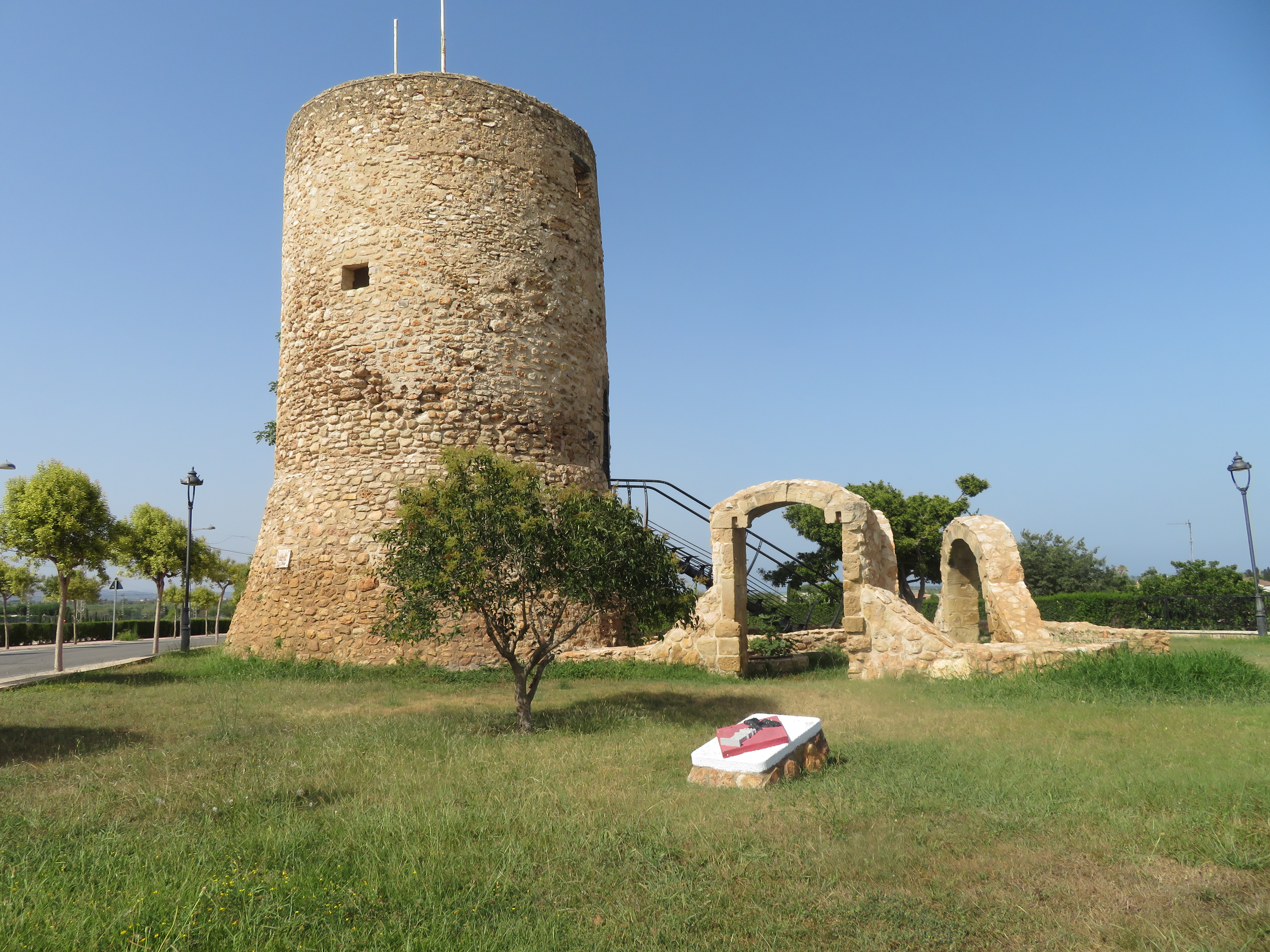
Torre de Camarles.

La iglesia parroquial está dedicada a San Jaime. Tiene anexo un campanario de torre cuadrada
El antiguo castillo o torre de Camarles aparece citado en 1150, en el documento mediante el cual Ramón Berenguer IV lo cedía a Guillem de Sunyer. Se trata de una torre de planta circular, realizada en piedra maciza y que tuvo una función defensiva. 
En la zona de la Granadella se encuentra otra torre, también de origen medieval. Citada ya en 1228, es de planta cuadrada y tanto la puerta como las ventanas presentan dovelas. Perteneció a la familia Jordà.
En la década de 1950 se encontraron en el municipio cerca de una treintena de figuras realizadas en barro. Las figuras representan a Tanit, una diosa púnica. Las excavaciones posteriores revelaron una serie de muros así como algunas figuras de cerámica que demuestran que la villa estuvo habitada en tiempos remotos. Las piezas encontradas están datadas en los siglos IV y III a. C.
Camarles celebra su fiesta mayor en el mes de julio, coincidiendo con la festividad de San Jaime.

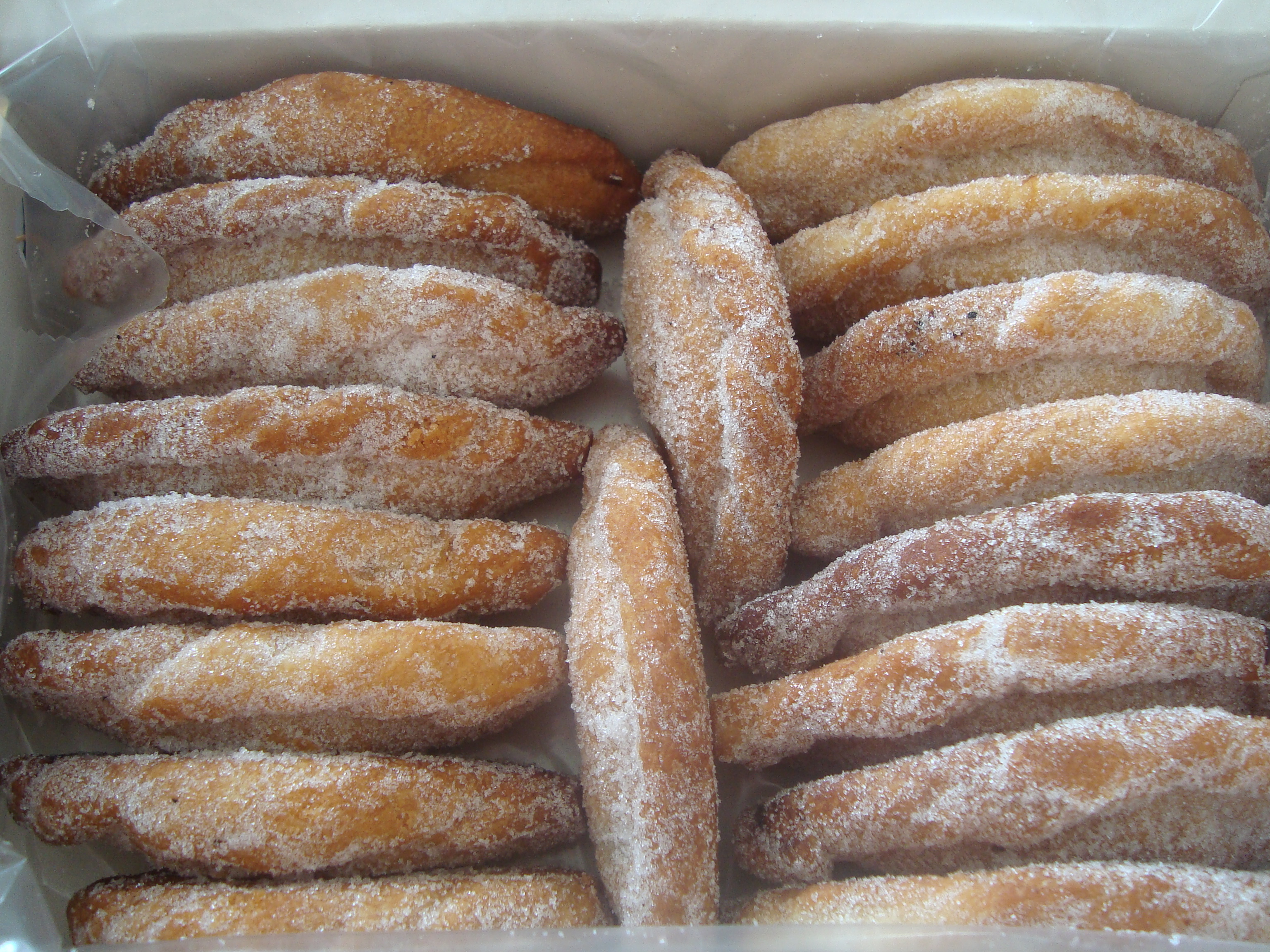
Gastronomía: "Pastissets de les Terres de l'Ebre"